# ヨランダ・グリフィス
ヨランダ・グリフィス（Yolanda Evette Griffith、1970年3月1日 - ）は、アメリカ合衆国の元女子プロバスケットボール選手である。ポジションはセンター。WNBAではMVPを受賞。現在はマサチューセッツ大学アマースト校のアシスタントコーチ。女子バスケットボール殿堂者。

## 来歴
パームビーチコミュニティ大学からフロリダ・アトランティック大学に編入し、卒業後はドイツでのプレーを経て1997年よりABLでプレー。
ABL解散後の1999年、WNBAドラフト全体2位でサクラメント・モナークスに指名され入団。1年目よりオールスターゲーム出場とともにシーズンMVPも獲得。
2005年、WNBA初優勝で、シリーズMVPにも選ばれる。
その間、アメリカ代表として2000年と2004年のオリンピック2度出場、いずれも金メダル獲得。
2008年はシアトル・ストーム、2009年はインディアナ・フィーバーに移籍し、同年限りで引退。
2011年、WNBAファンが選出するWNBA15周年記念トップ15に選出される。
引退後はダートマス大学を皮切りにアシスタントコーチとして指導者キャリアを歩む。

## 経歴

### 大学
- 1990-1992 : パームビーチコミュニティ大学
- 1992-1993 : フロリダ・アトランティック大学

### ABL-WNBA
- 1997–1998 : ロングビーチ・スティングレイズ
- 1998 : シカゴ・コンドルズ
- 1999–2007 : サクラメント・モナークス
- 2008 : シアトル・ストーム
- 2009 : インディアナ・フィーバー

### 国外
- 1993–97:  DJK Wildcats Aschaffenburg
- 2000–02:  Lavezzini Basket Parma
- 2003–04, 2005-06:  UMMC Ekaterinburg